# Beautiful (canção de Baekhyun)
"Beautiful" é uma canção interpretada pelo cantor sul-coreano Baekhyun. A música foi lançada em 22 de abril de 2015 como single da trilha sonora do webdrama EXO Next Door.

## Lançamento e composição
Em 22 de abril de 2015, a SM Entertainment publicou "Beautiful" por meio de várias plataformas de música.
Escrito por Hwai, Kang Min-gook e Kim Jin-hun e produzido por este último, é uma canção balada que apresenta a leve melodia da voz de Baekhyun. As letras supostamente expressam os sentimentos que EXO teve quando conheceram seus fãs.

## Vídeo musical
O videoclipe mostra cenas em que Baekhyun canta dentro de uma cabine de gravação, que se misturam com as cenas EXO Next Door para combinar com o clima suave, mas doce de "Beautiful", a maioria das cenas incluem membros Chanyeol e D.O. e o protagonista Moon Ga-young.

## Gráficos
| Gráfico (2015)                       | Melhores posições |
| ------------------------------------ | ----------------- |
| Coreia do Sul (Gaon Digital Chart)   | 7                 |
| Estados Unidos (World Digital Songs) | 10                |

## Vendas
| País                                 | Vendas  |
| ------------------------------------ | ------- |
| Coreia do Sul (Gaon Downloads Chart) | 215 163 |